# Jonas Liljeström

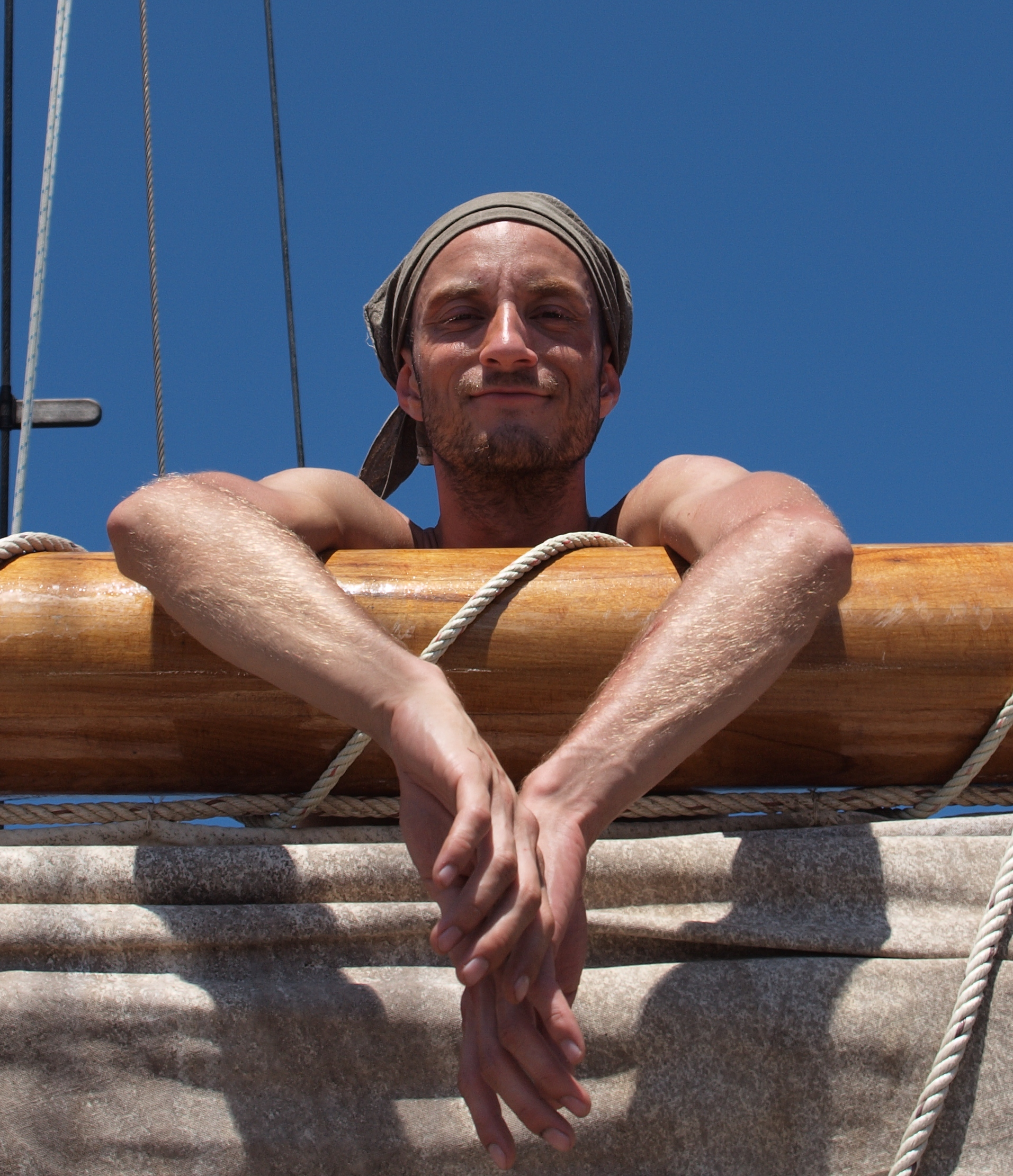
Jonas Liljeström am Set von Die Männer der Emden (2011)

Jonas Liljeström (* 18. Januar 1982 im Oberbergischen Land) ist ein deutscher Schauspieler.

## Leben

### Ausbildung und Theater
Liljeström studierte zunächst vier Jahre Germanistik, Anglistik und Skandinavistik. Seine Schauspielausbildung erhielt er von 2005 bis 2009 an der Schauspielschule des Theaters der Keller in Köln, welche er im Februar 2009 mit der Bühnenreifeprüfung abschloss.
Engagements hatte er, teilweise bereits während der Ausbildung, unter anderem am Theater der Keller, an den Wuppertaler Bühnen und am Freien Werkstatt Theater Köln, später dann am Theater Koblenz und am Grenzlandtheater Aachen. Seit April 2009 spielte er regelmäßig am Landestheater Burghofbühne Dinslaken.
Zu seinen Bühnenrollen gehörten unter anderem: Kulygin in Drei Schwestern (2007, Theater der Keller Köln), Paris und Tybalt in Romeo und Julia (2008, Theater der Keller Köln), Feldprediger in Mutter Courage und ihre Kinder (2009, Theater der Keller Köln), Amias Paulet in Maria Stuart (Theater der Keller), Nathanael in Der Sandmann (Freies Werkstatt Theater Köln), Schufterle in Die Räuber (2012, Theater Koblenz) und Mortimer in Arsen und Spitzenhäubchen (2014, Grenzlandtheater Aachen).
An der Burghofbühne Dinslaken trat er als Hahn in einer Bühnenfassung des Märchens Die Bremer Stadtmusikanten und in der Titelrolle einer Bühnenfassung des Romans Bekenntnisse des Hochstaplers Felix Krull auf. Außerdem spielte er dort den Benvolio in Romeo und Julia, den Schüler Husemann in Die Feuerzangenbowle und den Hans (die Rolle von Heinz Rühmann in dem gleichnamigen Film) in dem musikalischen Lustspiel Die Drei von der Tankstelle.

### Film und Fernsehen
Liljeström wirkte auch in einigen TV- und Filmproduktionen mit. 2011 stand er unter anderem für die Kinoproduktion Die Männer der Emden, bei der Berengar Pfahl Regie führte, vor der Kamera. Jonas Liljeström spielte hier die Rolle des Obermatrosen Bertram Bohde.
Es folgten unter anderem Serienrollen bei Alarm für Cobra 11, Danni Lowinski, Sein gutes Recht, Wilsberg, Rentnercops und Helen Dorn. Zudem wirkte Liljeström auch in zahlreichen Kurz- und Abschlussfilmen mit.

### Auszeichnungen
2009 war Jonas Liljeström zusammen mit den Ensembles von König Ödipus (Co-Produktion Wuppertaler Bühnen/Theater der Keller Köln) und Maria Stuart (Theater der Keller Köln) für den Kölner Theaterpreis nominiert. 2014 folgte eine weitere Nominierung mit Einer und Eine (Theater der Keller Köln).

### Privates
Ab 2011 nahm er den Künstlernamen Müller-Liljeström an. Seit 2018 tritt er unter dem Namen Jonas Liljeström auf. Liljeström ist der Familienname seiner Familie väterlicherseits, die größtenteils in der Nähe von Stockholm lebt. Jonas Liljeström lebt in Köln.

## Filmografie (Auszüge)
- 2006: Souvenirs un amour (Kurzfilm)
- 2010: Gottes mächtige Dienerin (TV-Zweiteiler)
- 2011: 11Pm (Kurzfilm)
- 2011: Näher als fern (Kurzfilm)
- 2011: Mathilde und die Nacht (Kurzfilm)
- 2011: Çüş (Kurzfilm)
- 2011: Photo mit ph (Kurzfilm)
- 2011: Die Männer der Emden (Kinospielfilm)
- 2012: Ein Café im Herbst (Kurzfilm)
- 2012: Der Fall des Schneiders (Kurzfilm)
- 2012: Der Mann in der Menge (Kurzfilm)
- 2012: Herr von Grau-Scheißegal (Musikvideo)
- 2012: Vollnarkose (Kurzfilm)
- 2013: Gott und die Welt (Kurzfilm)
- 2013: Die letzten 10 Minuten (Kurzfilm)
- 2014: Alarm für Cobra 11: Lackschäden (TV-Serie)
- 2014: Danni Lowinski: Sie ist wieder da (TV-Serie)
- 2014: Sein gutes Recht (TV-Film)
- 2015: Feinkost (Kurzfilm)
- 2015: Dröhnendes Schweigen (Kurzfilm)
- 2016: Wilsberg – Mord und Beton (TV-Serie)
- 2016: Helen Dorn – Die falsche Zeugin (TV-Serie)
- 2017: Rentnercops (Fernsehserie, Folge Uns trennt das Leben)
- 2017: Der Traum von der Neuen Welt (TV-Film)
- 2017: Mata Hari – Tanz mit dem Tod (TV-Film)
- 2018: Wer hat eigentlich die Liebe erfunden? (Kinospielfilm)
- 2018: Mit erotischem Blick: Winckelmann verändert die Welt (TV-Dokufilm)
- 2019: Alarm für Cobra 11 (Fernsehserie, Folge Der Sani)
- 2020: Alles was zählt (Fernsehserie, Folge Alte Muster)
- 2022: Marie Brand und der überwundene Tod
- 2024: SOKO Köln (Fernsehserie, Folge Mord aus Liebe)
- 2025: WaPo Duisburg (Fernsehserie, Folge Uhrenraub)